# Syryjski koń arabski
Syryjski koń arabski – rasa koni.
Pochodzi z Syrii, jest starą rasą blisko spokrewnioną z czystą krwią, bywa nazywany syryjskim arabem.
Posiada zewnętrzne cechy araba, ale także jego wytrzymałość, odporność oraz doskonałe przystosowanie do pustynnego klimatu. Świetnie sobie radzi zarówno z upałem, chłodem, jak i ubogą w składniki odżywcze karmą, jest więc tani w utrzymaniu.

## Informacje o rasie
Nazwa: syrian (arab syryjski)
Średni wzrost: od 145 do 152,5 cm
Rodzaje maści: kasztanowata lub siwa
Miejsce pochodzenia: Syria
Typ krwi: Gorącokrwisty
Użytkowanie: Kłusak
Charakter: Zwykle spokojny, może czasem sprawiać kłopoty